# Patxi Saez Beloki
Patxi Saez Beloki ( Beasain, Gipuzkoa, Baskenland, 8 maart 1964) is Baskisch sociolinguïst en lid van de Koninklijke Academie van de Baskische taal (Euskaltzaindia). Hij heeft een diploma in Sociale Wetenschappen en Informatie en is gespecialiseerd in taalplanning aan de Universiteit van Baskenland.

## Het Paradigma van de Kar
Op 12 februari 2016 presenteerde hij in Bilbao, in het officiële hoofdkwartier van de Koninklijke Academie van de Baskische taal, voor meer dan honderd academici, onderzoekers en specialisten in de Baskische taal, voor het eerst het Paradigma van de Kar, ook wel het Paradigma van de Natuurlijke Behoefte genoemd.
Het Paradigma van de Kar is een nieuw sociolinguïstisch paradigma voor de revitalisering van minderheidstalen. Het is een archetype of theoretisch patroon dat de kar van de revitalisering van de taal op twee drijfwielen —een van de taalverwerving en de andere van het gebruik ervan— articuleren die tegelijkertijd op dezelfde as draaien en elkaar voeden. De drijvende kracht achter de taalrevitalisatiekar is de vitale en functionele behoefte om taal te gebruiken als een instrument van sociale communicatie om de menselijke behoeften te bevredigen. Zo is de theoretische constructie van het Paradigma van de Kar verbonden met de Piramide van Maslow of de hiërarchie van de menselijke behoeften.
Zoals bepaald door dit theoretisch kader moet de taalkundige revitalisering van elke taal beginnen met het bijwonen en bevredigen van, in de eerste plaats, de meest elementaire en primitieve menselijke behoeften aan effectieve en affectieve communicatie van het individu (zoals moeder-kind- en familierelaties, evenals de meest intieme relaties van vriendschap en broederschap). Na het voldoen aan de vitale communicatiebehoeften van de eerste socialisatie van het individu, moet de taalkundige revitalisatie zich richten op de natuurlijke communicatiebehoeften van de tweede socialisatie, zoals het onderwijs en de culturalisatie van het individu, waarin zulke belangrijke socialisatiemiddelen als de school en de media een zeer belangrijke rol spelen, net als het internet en de sociale netwerken. Tenslotte is volgens het Paradigma van de Kar de menselijke activiteit bij uitstek, nauw verbonden met de sociale evolutie en transversaal aan alle menselijke behoeften, werk. Met werk, van de meest primitieve menselijke behoefte, zoals de vitale behoefte aan voedsel, tot de meest complexe of verfijnde, zoals de zelfverwerkelijking van de mens, gelegen aan de top van de Piramide van Maslow, wordt voldaan. Het effectieve herstel van elke taal als instrument van sociale communicatie, culmineert dan ook in de normalisering van de taal op het werk, een centrale activiteit van de sociale organisatie van het individu.